# Крук Григорій Якович
Крук Григорій Якович (також: Григір Крук, нім. Gregor Kruk, 30 жовтня 1911, Братишів, нині Івано-Франківська область — 5 грудня 1988, Мюнхен, Німеччина) — український скульптор і графік, який працював у Німеччині. Основна тема творчості: історична доля України — понад 300 скульптур різного формату; серед скульптурних робіт «Портрет патріарха Йосипа Сліпого», «Монахиня», «Відпочинок», «Селянське подружжя».

## Дитинство і юність
Народився в малоземельній родині Якова та Катерини Круків у селі Братишеві під Вовчою горою на Станиславівщині (нині Івано-Франківська область). Його дід і батько були гончарями. У Григорія були молодший брат Іван та старша сестра Марія.
Дев'ятирічним хлопчиком почав відвідувати сільську чотирикласну школу. Учитель школи Василь Лукасевич переконав батьків надати синові можливість продовжувати навчання: після закінчення 5-го класу в Нижневі В. Лукасевич привіз талановитого учня до деревообробної школи в Станиславові, де той почав навчатися на різьбярському й столярському відділеннях, хоча батьки мріяли бачити Григорія священником або вчителем.
Закінчивши навчання, в 1931 виїхав до Львова та вписався до школи декоративного мистецтва. Однак студіям юного Крука на відділі скульптури настав кінець: професор Нальборчик, не завбачивши у нього таланту до різьби, порадив йому стати кравцем і задовольнятися пришиванням ґудзиків.
Не бажаючи повертатися додому з такими новинами, Григорій почав відвідувати майстерню Сергія Литвиненка, який тільки-що повернувся з Парижа: останній там продовжував навчання й виставляв свої роботи в салоні Тюїльрі. Працюючи над надгробком Івана Франка, С. Литвиненко доручив Григорієві зробити кайло, яке мав тримати Каменяр. Вдячний за нагоду придивлятися, як працює скульптор, виготовляв для нього та його друзів меблі.

## Роки в академії
Не цураючись праці, молодий Крук усе ж таки мріяв про серйозне навчання. Щоб потрапити в академію мистецтв без атестату зрілості, треба було внести два малюнки людського тіла з натури й дві скульптурні моделі: свої скульптури він подав, а малюнки, яких у нього не було, позичив у приятеля-студента. У його 19 років Григоря було допущено до вступних іспитів у Краківську академію мистецтв, яких успішно і склав.
В академії панував дух французької культури, що для сільського хлопця було чимось абсолютно надзвичайним. Він навчався в класі скульптури професора Костянтина Лящки.
Фінансовий стан Григорія був тяжким, здебільшого він голодував, іноді рятуючись дешевим супом у їдальні Сестер милосердя. У цей час на його роботи звернув увагу професор Б. Лепкий, який викладав українську літературу в Ягелонському університеті. Саме він допоміг студентові з роботою — замовленням на виготовлення дизайну для вівтаря католицької церкви Святого Норберта. Цей заробіток дав можливість продовжувати навчання в академії, яку Григорій закінчив з відзнакою.
Професор Лепкий і директор Краківського музею мистецтва Станіслав Тілл вважали, що Крукові просто необхідно продовжити навчання, та не в Італії чи Франції, як хотілося йому, а в Берліні. С. Тілл допоміг отримати паспорт, а професор Лепкий написав лист-рекомендацію Іванові Мірчуку, директорові Українського наукового інституту в Берліні. Так, у 26 років Крук виїхав із Кракова до Берліна.
Приїхавши до інституту він почув від директора: «У Берліні немає ні місця, ні грошей для студентів мистецтва — тільки для докторів, науковців і, можливо, архітекторів». Однак дозволив Крукові залишитися в студентському помешканні на два тижні.
Поринувши з головою в берлінські музеї, знайомлячись із колекціями Єгипту, Риму, Греції, годинами розглядаючи Пергамський вівтар, Григорій відкрив для себе цілий світ мистецтва. Після побаченого він не уявляв свого майбутнього без навчання в Берліні. З допомогою Федора Ємця, який працював в Академії мистецтв, він записався до класу скульптури професора Альфреда Фоке (A. Vocke). Помітивши здібності студента він виклопотав для нього стипендію, а після її закінчення допомагав із замовленнями та комісійними.
Працюючи у вільний час садівником у парках Ванзее, він познайомився з донькою Павла Скоропадського Єлизаветою. Вона сама займалася скульптурою, навчалася в Петербурзі, Берліні, Флоренції і дуже зацікавилася роботами Крука. Єлизавета умовила батька замовити у нього свій скульптурний портрет. Після виконання замовлення він був запрошений до дому Скоропадських на прийом, де сидів поруч із гетьманом Павлом.
У 1939 році, після початку Другої світової війни, йому було дозволено залишитися в Берліні, однак позбавлено стипендії. Григорія перевели до класу Арно Брекера, де він отримав знання з естетики людського тіла, що вплинули на всю його подальшу творчість і особистий мистецький стиль.
На прохання про дозвіл виїхати до рідного села йому відмовили, але професор Гілл із академії допоміг Крукові дістати відповідний документ. Зустріч із батьками була незабутньою, два тижні вони не розлучалися. Як він згадував пізніше, було нестерпно боляче прощатися, бо відчувалося, що назавжди.
Перебуваючи далеко від батьківщини, він не забував Україну, про що свідчать моделі його задумів — пам'ятник запорожцям над Дніпром у вигляді чайки з двома козаками; велика скульптурна композиція для Києва, присвячена Т. Шевченку, пам'ятник українським матерям, діти яких були знищені більшовицькими репресіями.
У 1945 році по закінченні війни Г. Крук залишив Берлін та переїхав до найбільшого мистецького центру Німеччини, Мюнхена. Там він зустрів свого молодшого брата.
У Швабінгу — німецькому Монмартрі, де відбувалося багато виставок, творчих зустрічей і дискусій, Григорій знайшов зручні для роботи майстерні. Одна була на подвір'ї, а друга, велика і світла, на четвертому поверсі вцілілого будинку. Це помешкання на вулиці Елізабет, 13, ставало все більше знаним і відвідуваним.
У 1940-х роках Крук був досить відомим у німецькому мистецькому середовищі. У 1947 році він взяв участь у збірній виставці, де показав кілька своїх скульптур. Його авторитет зростав після кожної з таких виставок. Вже наприкінці 1940-х він був обраний офіційним членом журі палати мистецтва «Гауз дер Кунст» у Мюнхені. Свій перший виїзд із повоєнної Німеччини Крук здійснив до Італії. Завдяки стипендії, що її надав «єпископ скитальців», Іван Бучко, апостольський візитатор для українців-католиків у Західній Європі, він протягом шести місяців вивчав там стародавні пам'ятки мистецтва й архітектури.
Твори Крука висунули митця на одне з перших місць у Західній Європі. Він утверджував себе як оригінальний скульптор з унікальним власним стилем і статичними формами різьби. У січні 1952 року Крук розпочав серію персональних виставок, показавши у Мюнхені 17 скульптур.
У 1952 році помирає брат і Григорій переїжджає до Парижа. Тут він познайомився з Северином Борачком, відомим художником Олексою Грищенком і колишнім першим міністром закордонних справ Української Народної Республіки О. Шульгіним, який у 1939—1940 роках очолював екзильний уряд УНР. Шульгін від 1927 року брав активну участь у житті української еміграції, був співредактором тижневика «Тризуб». У 1954 році він організував виставку творів Крука в галереї Simone Badinier, що принесла майстру великий успіх. Директор Національного музею модерного мистецтва у Парижі Жан Кассу (Jean Cassou), написав передмову до її каталогу, а посол Німеччини у Франції купив одну з виставлених скульптур.
Після цього Григорій Крук переїжджає знову до Парижа. Він виставляє по 28 скульптур і малюнки на виставках у Лондоні, Единбурзі та Бонні. У 1961 році 35 його творів експонувалися в Нью-Йорку й Філадельфії, а потім — у Відні.
У 1963 році він виїхав до Рима, вирішивши створити портрет митрополита Йосипа Сліпого, звільненого після 18 років ув'язнення в Сибіру. Пізніше митрополит улаштував для Крука аудієнцію в папи Павла VI. За виконані в Римі скульптурні портрети Йосипа Сліпого та Папи Павла VI майстер отримав у 1964 році диплом та медаль Ватикану.
Скульптурна спадщина Г. Крука включає твори класично-академічного напрямку, самобутнього народного та експресивні й динамічні з природними формами й рухами.
Геніальний майстер створив понад 300 скульптур і тисячі малюнків.
Його портрети високого класу й експресіоністичні малюнки становлять окрему художню цінність.
Скульптури Г. Крука придбали Національний музей у Парижі, галерея Stenzel у Мюнхені, чимало творів куплено шанувальниками мистецтва й колекціонерами, серед яких професор Людвіг Ергард, колишній президент ФРН Генріх Любке, міністр іноземних справ Віллі Брандт та інші. Найбільшу скульптурну спадщину мистця зберігають Український вільний університет у Мюнхені та Бібліотека й Архів ім. Шевченка у Лондоні, створені Союзом українців у Великій Британії.
Похований на цвинтарі Вальдфрідгоф.

## Виставки
Більшість його виставок відбулися в Мюнхені (1946, 1947, 1952, 1960, 1963, 1969). Мистець також мав персональні виставки в багатьох містах Америки, Канади, Азії (Пекін, Анкара) та Європи. Серед них, зокрема, Париж, Лондон, Единбург (1954), Бонн (1955), Рим (1957), Нью-Йорк і Філадельфія (1961), Відень (1962), Берлін (1963), Торонто (1964), Мерано (Італія) та Вільдбад (Німеччина) (1968), Дубровник (1970), Гент (1971), Кіхлей (1986).

## Вшанування
- В Івано-Франківську є вулиця Григора Крука.
- У 1992 р. в Івано-Франківську відбулася конференція на тему творчості скульптора.
- У 2006 році в с. Братишеві на Тлумаччині стараннями вчителя-краєзнавця П. М. Боднарчука з нагоди 95-річчя відкрито кімнату-музей Г. Крука.